# Courmas
Courmas és un municipi francès, situat al departament del Marne i a la regió del Gran Est. L'any 2007 tenia 179 habitants.

## Demografia

### Població
El 2007 la població de fet de Courmas era de 179 persones. Hi havia 76 famílies, de les quals 20 eren unipersonals (12 homes vivint sols i 8 dones vivint soles), 12 parelles sense fills, 24 parelles amb fills i 20 famílies monoparentals amb fills.
La població ha evolucionat segons el següent gràfic:
Habitants censats

### Habitatges
El 2007 hi havia 82 habitatges, 77 eren l'habitatge principal de la família, 1 era una segona residència i 4 estaven desocupats. 81 eren cases i 1 era un apartament. Dels 77 habitatges principals, 69 estaven ocupats pels seus propietaris, 6 estaven llogats i ocupats pels llogaters i 2 estaven cedits a títol gratuït; 1 tenia una cambra, 2 en tenien tres, 19 en tenien quatre i 54 en tenien cinc o més. 60 habitatges disposaven pel capbaix d'una plaça de pàrquing. A 26 habitatges hi havia un automòbil i a 45 n'hi havia dos o més.

### Piràmide de població
La piràmide de població per edats i sexe el 2009 era:
| Homes | Edats   | Dones |
| ----- | ------- | ----- |
| 0     | 95 o +  | 0     |
| 0     | 90 a 94 | 0     |
| 0     | 85 a 89 | 0     |
| 0     | 80 a 84 | 4     |
| 4     | 75 a 79 | 8     |
| 8     | 70 a 74 | 0     |
| 4     | 65 a 69 | 4     |
| 0     | 60 a 64 | 4     |
| 4     | 55 a 59 | 0     |
| 4     | 50 a 54 | 8     |
| 16    | 45 a 49 | 8     |
| 4     | 40 a 44 | 16    |
| 8     | 35 a 39 | 8     |
| 4     | 30 a 34 | 0     |
| 0     | 25 a 29 | 4     |
| 16    | 20 a 24 | 4     |
| 8     | 15 a 19 | 8     |
| 4     | 10 a 14 | 12    |
| 4     | 5 a 9   | 0     |
| 0     | 0 a 4   | 12    |

## Economia
El 2007 la població en edat de treballar era de 124 persones, 98 eren actives i 26 eren inactives. De les 98 persones actives 93 estaven ocupades (48 homes i 45 dones) i 5 estaven aturades (3 homes i 2 dones). De les 26 persones inactives 14 estaven jubilades, 8 estaven estudiant i 4 estaven classificades com a «altres inactius».

### Ingressos
El 2009 a Courmas hi havia 78 unitats fiscals que integraven 177 persones, la mediana anual d'ingressos fiscals per persona era de 24.459 €.

### Activitats econòmiques
Dels 4 establiments que hi havia el 2007, 2 eren d'empreses alimentàries i 2 d'empreses classificades com a «altres activitats de serveis».
L'any 2000 a Courmas hi havia 27 explotacions agrícoles que ocupaven un total de 144 hectàrees.

## Poblacions més properes
El següent diagrama mostra les poblacions més properes.